# Laktationsperiode

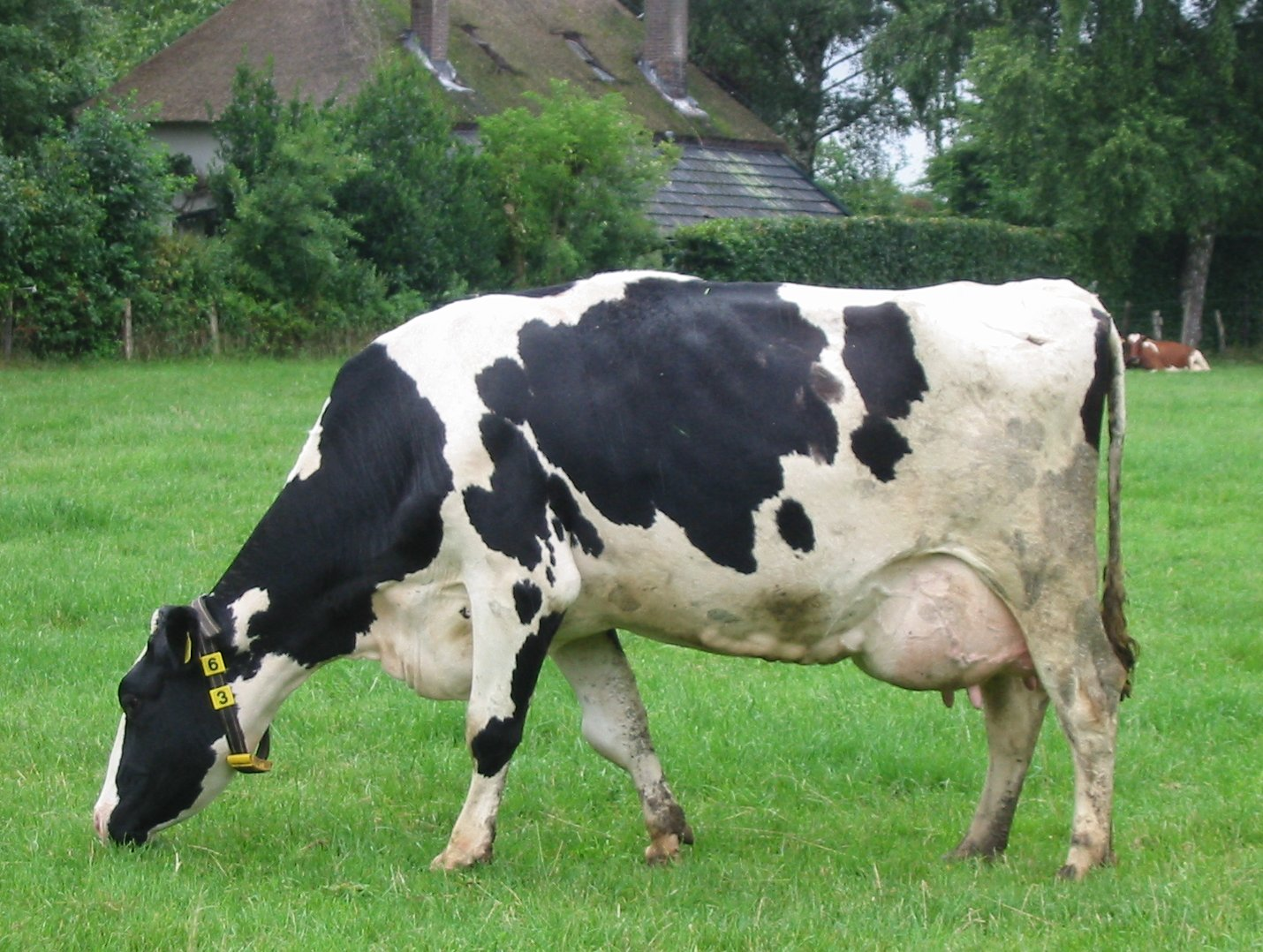
Milchkuh beim Weiden

Als Laktationsperiode, auch Laktationsdauer bezeichnet man den Zeitraum, in der zur Milchgewinnung gehaltene landwirtschaftliche Nutztiere wie Kühe, Schafe oder Ziegen Milch geben.
Bei Milchkühen ist dies in der Regel der Zeitraum zwischen der Geburt des Jungtiers (z. B. bei Kühen „Kalbung“) und dem Trockenstellen, in der Regel 305 Tage. Die Milchproduktion unterliegt in diesem Zeitraum der sogenannten Laktationskurve. Dies ist der Verlauf der täglichen Milchmenge, die Nutztiere innerhalb einer Laktationsperiode geben können. Diese ist in der Regel kurz nach der Kalbung am höchsten und sinkt dann kontinuierlich ab. Durch den Einsatz von Rinder-Somatotropin kann durch Erhöhung der Milchleistung die Laktationsperiode wirtschaftlich effektiv verlängert werden, allerdings ist dies in Europa nicht zulässig.
Nicht alle landwirtschaftlichen Nutztiere haben eine so lange Laktationsperiode. Beim Yak, das als landwirtschaftliches Nutztier auf den asiatischen Hochebene erhebliche Bedeutung hat, ist die Laktationsperiode deutlich kürzer. Hier ist sie häufig nicht länger als fünf Monate. Dies ist unter anderem darauf zurückzuführen, dass Yaks bislang nur in sehr geringem Maße auf Milchleistung gezüchtet wurden. Außerdem setzen hier die extremen Klimabedingungen und die oft unzureichenden Ernährungsverhältnisse im Winter der Yakmilchproduktion Grenzen.